# František Volák
František Volák (13. září 1906 Bakov nad Jizerou – 24. února 1972 Bakov nad Jizerou) byl český a československý politik Československé strany lidové a poúnorový poslanec Národního shromáždění ČSSR.

## Biografie
Po absolvování obecné školy se vyučil bednářem. Během první republiky byl zaměstnán na řadě míst. Za 2. světové války byl totálně nasazen v Německu, kde například pracoval na údržbě železnic v Berlíně. Po válce získal místo bednáře v konzervárně v Neratovicích a v Mladé Boleslavi, později v podniku TIBA v Josefově Dole. Od roku 1959 až do odchodu do důchodu působil jako inspektor požární ochrany ONV Mladá Boleslav. V rámci „obrozené“ (prokomunistické) ČSL se začal výrazněji prosazovat až počátkem 50. let. Roku 1952 byl zvolen členem MNV v Mladé Boleslavi.
Ve volbách v roce 1960 byl zvolen za ČSL poslancem Národního shromáždění ČSSR za Středočeský kraj. V Národním shromáždění zasedal až do konce volebního období parlamentu, tedy do voleb v roce 1964.